# Eilema nivosa
Eilema nivosa är en fjärilsart som beskrevs av Butler 1879. Eilema nivosa ingår i släktet Eilema och familjen björnspinnare. Inga underarter finns listade i Catalogue of Life.